# Макаду, Боб
Роберт Аллен «Боб» Макаду (англ. Robert Allen "Bob" McAdoo; родился 25 сентября 1951 года в Гринсборо, штат Северная Каролина, США) — американский профессиональный баскетболист и тренер, игравший в Национальной баскетбольной ассоциации. Выступал на позиции центрового и тяжёлого форварда. С 1995 по 2014 год являлся ассистентом главного тренера в команде «Майами Хит». Член Зала славы баскетбола.
За свою 21-летнюю игровую карьеру он провел 14 лет в НБА и последние семь лет в итальянской Серия А. Макаду является одним из немногих игроков, который выиграл как чемпионские титулы НБА, так и Кубка европейских чемпионов (Евролига). Позже он выиграл еще три титула НБА в 2006, 2012 и 2013 годах, в качестве помощника тренера «Майами Хит».

## Ранние годы
Макаду вырос в Гринсборо, штат Северная Каролина. Его мать, Вандалия, преподавала в его начальной школе, а его отец, Роберт, был куратором в Университете Северной Каролины. Макаду посещал среднюю школу Бена Л. Смита, где он не только занимался баскетболом и лёгкой атлетикой, но и играл в оркестре, в качестве саксофониста.
Будучи старшеклассником, он привел свою школу Смита к полуфиналу штата по баскетболу, а также на соревнованиях по лёгкой атлетике установил новый рекорд штата по прыжкам в высоту 6 '7 дюймов, обыграв будущего партнера по команде из Северной Каролины, Бобби Джонса.

## Карьера в колледже
Окончив среднюю школу, Макаду изначально не хватало академических оценок, требуемых колледжами Дивизиона I, поэтому он решил поступить в Университет Винсеннеса (Винсеннес, Индиана). Университет Винсеннеса выиграл чемпионат по баскетболу среди мужчин NJCAA I дивизиона в 1970 году. Макаду в финале чемпионата набрал 27 очков.
В Винсеннесе Макаду в среднем забивал 19,3 очка и совершал 10 подборов в сезоне 1969/1970 и 25,0 очков и 11,0 подборов в сезоне 1970/1971.
Макаду играл за сборную США летом 1971 году на Панамериканских играх, набирая в среднем 11,0 очков.
«На самом деле мы его не вербовали», - сказал тренер Дин Смит из Северной Каролины. «Его мать позвонила нам и сказала, что все другие школы вербуют его. Почему мы этого не делаем?».
Макаду поступил в университет Северной Каролины в 1971 году. Он был единственным игроком из NJCAA, которого Дин Смит взял за всю свою карьеру. В сезоне 1971/1972 Макаду, играя вместе с Бобби Джонсом, привёл баскетбольную команду Университета Северной Каролины к результату 26 побед и 5 поражений в регулярном сезоне и к Финалу четырёх NCAA I дивизиона. Макаду набирал в среднем 19,5 очков и делал 10,1 подборов за игру. Он входил в состав Мужской баскетбольной всеамериканской сборной NCAA. Также он получил звание MVP Конференции атлантического побережья.
Ссылаясь на трудности в семье, Макаду получил досрочное право на драфт НБА 1972 года, в соответствии с оговоркой о «трудностях», которое существовало до 1977 года. Макаду советовался с тренером Дином Смитом, который поддержал его стремление играть в НБА.
Макаду сказал: «Когда я ушел, многие люди были очень злы и расстроены. Но Дин благословил меня. Он сказал мне: «Если они собираются предложить тебе такие деньги, я думаю, ты должен уйти, чтобы помочь своей семье. У меня было его благословение. Моя мать была категорически против», - добавил МакАду, - «но мой отец и Дин Смит были теми парнями, которые заставили меня переехать».

## Профессиональная карьера

### Американская баскетбольная ассоциация и драфт НБА 1972 года

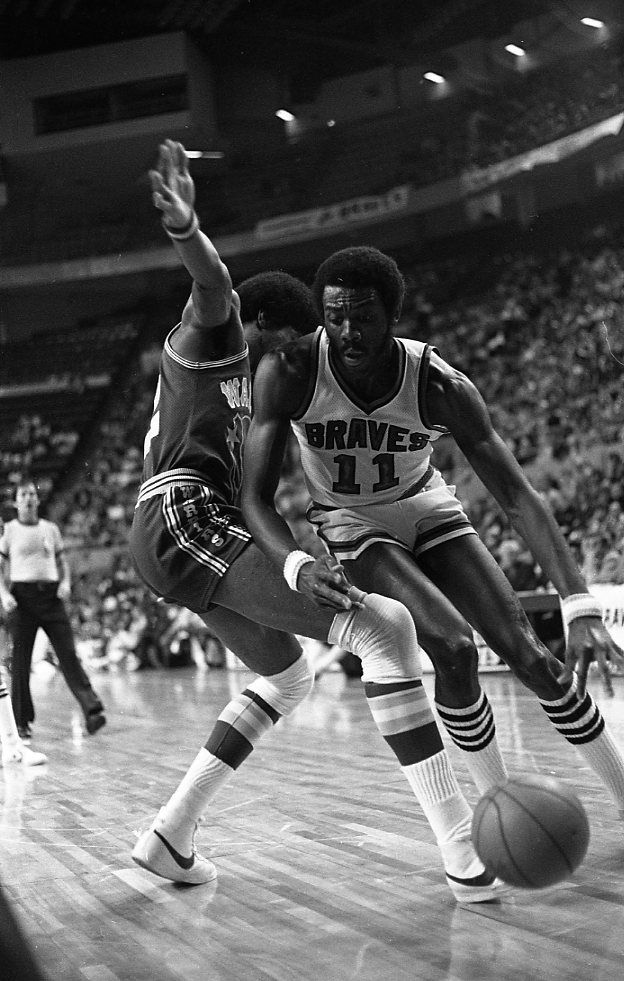
Макаду (11) играет за «Баффало Брейвз»

Макаду получил досрочное право на драфт НБА 1972 года. Тем не менее ходили слухи, что Макаду подписал контракт с баскетбольным клубом «Вирджиния Сквайрз», после «секретного» проекта Американской баскетбольной ассоциации, в котором имена тех, кто были выбраны, не были обнародованы. Несмотря на то, что контракт не был подписан, как сообщается, комиссар НБА, Уолтер Кеннеди, посоветовал командам НБА не выбирать Макаду. В других сообщениях заявлялось, что контракт был подписан и расторгнут, потому что Макаду был слишком молод, чтобы подписывать его и, что «Баффало Брейвз», каким-то образом, узнала об этом. Позже Макаду был действительно отмечен как № 1 на драфте АБА 1972 года Американской баскетбольной ассоциации.

### Баффало Брейвз
В итоге Макаду был выбран в первом раунде под 2-м номером командой «Баффало Брейвз» (теперь «Лос-Анджелес Клипперс»), после слухов о том, что переговоры о контракте между «Портленд Трэйл Блэйзерс» и Макаду не увенчались успехом. Ларю Мартин был выбран «Портлендом» под 1 номером. Макаду подписал контракт с «Брейвз» и быстро стал одним из главных игроков НБА. Он выиграл награду новичок года НБА 1973 года, а также был включён в 1-ю сборную новичков НБА. Он заработал первый из трёх подряд выигранных титулов НБА уже во втором сезоне.
Макаду был разочарован неудачным выступлением «Баффало» в своём первом сезоне, сказав: «И вот я в „Баффало“, мы были на пути к проигрышу 61 игры, и у нас не было игроков. Моя жена могла бы обогнать этих людей».
Его второй сезон (1973/1974) остаётся последним разом, когда игрок НБА набрал в среднем 30,0 очков и 15,0 подборов за игру. Макаду возглавлял рейтинг НБА по проценту попаданий с игры — 54,7%. В этом году он впервые участвовал в матче всех звёзд НБА.
В сезоне 1974/1975 он был удостоен награды «Самый ценный игрок НБА», набирая в среднем 34,5 очков, 14,1 подбора и 2,12 блока за игру, при этом имея процент попадания с игры 51,2% и 80,5% с линии штрафного броска. Он также возглавлял лигу в голосовании болельщиков за матч всех звёзд 1975 года, набрав 98 325 голосов. Энтони Дэвис за 19 дней до своего 23-го дня рождения провел игру с результатом - 59 очков и 20 подборов, а Макаду, будучи в более молодом возрасте, в свою очередь, был единственным игроком, который набрал 50 очков и 20 подборов за матч.
Стиль Макаду был очень современным для своего времени. Несмотря на то, что он был «крупным мужчиной», ростом 6 футов 9 дюймов (2,06 м), у него не возникло проблем с бросками с периметра (ближней и дальней дистанции), что, в свою очередь, сделало его почти непреодолимой силой в нападении.
9 декабря 1976 года «Баффало Брейвз» обменяла в «Нью-Йорк Никс» Макаду и Тома МакМиллена на Джона Джианелли и денежную компенсацию.
В 334 играх в «Баффало» Макаду в среднем набирал 28,2 очков, делал 12,7 подборов, 2,6 передач, 2,4 блока и 1,1 перехвата.

### Нью-Йорк Никс
В 52 матчах с «Никс» в сезоне 1976/1977 Макаду набирал в среднем 26,7 очков, 12,7 подборов, 2,7 передачи, 1,3 блока и 1,2 перехвата, играя под руководством тренера, Рэда Хольцмана, который был введён в Зал славы в 1986 году. Этот сезон «Никс» окончили с результатом 40 побед и 42 поражения и не попали в плей-офф. Перейдя в «Никс», Макаду сыграл вместе с будущими партнёрами по Залу славы: Клайдом Фрейзером, Эрлом Монро, Спенсером Хейвудом, Биллом Брэдли и Филом Джексоном.
Сезон 1977/1978 «Никс» провёл с результатом 43 победы и 39 поражений, под руководством Уиллиса Рида, нового главного тренера. Макаду набрал в среднем 26,5 очков, сделал 12,8 подборов, 3,8 передачи, 1,6 блоков и 1,3 перехватов в 79 играх. «Никс» обыграли «Кливленд Кавальерс» со счётом 2-0 в плей-офф в Восточной конференции, а затем проиграли «Филадельфии Севенти Сиксерс» с Джулиусом Ирвингом с результатом 4-0 в полуфинале Восточной конференции. Макаду набирал в среднем 34,0 очка, делал 9,0 подборов и 2,0 передачи в серии с «Кавальерс» и 18,8 очков, 10,0 подборов, 4,8 передачи 2,3 блока и 1,5 перехвата в серии с «Филадельфией».
В 1978/1979 годах «Никс» уволили Уиллиса Рида и вновь наняли Рэда Хольцмана в середине сезона. В 40 играх с «Никс» Макаду в среднем набирал 26,9 очка, делал 9,5 подбора и 3,2 передачи. 12 февраля 1979 года «Никс» обменяли Макаду на Тома Баркера из «Бостон Селтикс», а также выбор в 1-м раунде драфта 1979 года (позднее был выбран Билл Картрайт), в 1-м раунде драфта 1979 года (позднее был выбран Ларри Демик) и 1-м раунде драфта 1979 (позже был выбран Слай Уильямс).
В 171 игре с «Никс» Макаду набирал в среднем 26,7 очков, 12,0 подборов, 3,3 передачи, 1,4 блока и 1,3 перехвата.

### Бостон Селтикс (1979)
Под руководством играющего тренера, Дэйва Коуэнса «Бостон» окончил сезон с результатом 29 побед и 53 поражения. Макаду набирал в среднем 20,6 очков, делал 7,1 подборов, но играл меньше времени в основном составе, с Коуэнсом, Седриком Максвеллом, Марвином Барнсом и Риком Роби.
После окончания сезона, «Бостон» уволил Коуэнса с поста тренера, заменив его Биллом Фитчем. Ларри Бёрд был выбран на драфте, а Макаду был продан в «Детройт Пистонс».
6 сентября 1979 года «Селтикс» обменял Макаду «Детройт Пистонс» на 2 выбора в первом раунде драфта 1980 года (позже были выбраны Рики Браун и Джо Барри Кэрролл).

### Детройт Пистонс
Новый сезон 1979/1980, который Макаду провёл в команде «Пистонс» под руководством тренера Дика Витале, был окончен с результатом 16 побед и 66 поражений. Отыграв в 58 играх вместе с Бобом Ленье, который был введён в Зал славы, Макаду набирал в среднем 21,1 очка и 8,1 подборов.
11 марта 1981 года «Пистонс» отказались от участия Макаду, который сыграл всего лишь шесть игр с командой в сезоне 1980/1981.
19 февраля 1981 года Макаду, получивший травму, заявил, что он здоров, и попросил восстановить его в стартовом составе «Пистонс». Тренер Скотти Робертсон отклонил его просьбу, заявив, что Макаду долгое время не тренировался и не был в хорошей физической форме. Макаду попросил разрешение вернуться домой, и ему разрешили уйти. На следующий день генеральный директор «Пистонс» Джек Макклоски уведомил Макаду не возвращаться в команду до конца сезона. Контракт с Макаду был отменён.

### Нью-Джерси Нетс
13 марта 1981 года Макаду подписал контракт с «Нью-Джерси Нетс» на правах свободного агента. Он сыграл десять игр в составе «Нетс». В среднем его игровое время за матч составляло по 15 минут. «Нетс» закончили сезон, выиграв 24 игры и проиграв 58.

### Лос-Анджелес Лейкерс
24 декабря Макаду был обменян в «Лос-Анджелес Лейкерс», взамен «Нетс» получили право выбора во 2-м раунде драфта 1983 года. Макаду не играл за «Нетс» в сезоне 1980/1981, а Митч Купчак получил травму в «Лейкерс».
"Когда начался сезон 1981/1982 я был в процессе контрактного спора с «Нью-Джерси Нетс». Тем не менее, я ещё не мог играть, так как восстанавливался после межсезонной операции по удалению костных шпор из моей ноги. Бывали времена, когда я несколько месяцев стоял на костылях и думал, что моя карьера окончена" - говорил Макаду. «Лейкерс» только что потеряли ключевого игрока, Митча Купчака, который сломал колено. В краткосрочной перспективе они надеялись, что я смогу заменить его. В долгосрочной перспективе, я думаю, они надеялись, что я смогу помочь команде двигаться в правильном направлении".
У Макаду был незабываемый конец карьеры в НБА. Он выиграл два титула НБА с «Лос-Анджелес Лейкерс» в 1982 и 1985 годах, выходя на замену. Он играл с «золотым составом» «Лейкерс» - Мэджик Джонсон, Карим Абдул-Джаббар и Джеймс Уорти.
В сезоне 1981/1982 «Лейкерс» выиграли чемпионат НБА, во многом благодаря Пэту Райли, который взял на себя тренерскую деятельность после ухода Пола Вестхеда. Райли и Макаду, таким образом, начали профессиональные отношения, которые продлились десятилетия. В 41 игре с «Лейкерс» в регулярном чемпионате Макаду набирал в среднем 9,6 очков и 3,9 подборов за 18,2 минуты игрового времени. В 1982 году в финале НБА Макаду набирал в среднем 16,3 очков за 27 минут игрового времени, когда «Лейкерс» победили «Филадельфию Севенти Сиксерс» со счётом 4—2. Во всем плей-офф Макаду в среднем набирал 16,7 очков и делал 6,8 подборов.
Макаду продлил соглашение с «Лейкерс» в сезоне 1982/1983, отказавшись от более выгодного предложения «Филадельфии».
В следующих двух сезонах в среднем Макаду забивал 15,0 очков в сезоне 1982/1983 и 13,1 очков в сезоне 1983/1984. Результаты команды в этих сезонах была: 58-24 и 54-28. Макаду играл в плей-офф 1983 года с тяжело травмированным подколенным сухожилием. «Если бы у нас был Макаду здоровым, у нас был бы шанс», - сказал тренер Райли после проигрыша в 1983 году «Филадельфии Севенти Сиксерс» в финале НБА.
Макаду набирал в среднем 12,5 очков и делал 5,5 подборов в финале НБА 1984 года, но «Лейкерс» проиграли «Бостон Селтикс» со счетом 4:3.
Макаду помог «Лейкерс» в чемпионате НБА в 1984/1985, победив «Бостон» со счётом 4-2 в финале НБА. Макаду был 6-м игроком по результативности, набирая в среднем 8,2 очка и делая 3,0 подбора в финале НБА 1985 года, во всём плей-офф он в среднем набирал 11,4 очка за игру.
«Для меня это было отличной возможностью поиграть с Каримом и Мэджиком», - сказал Макаду о своем пребывании в «Лейкерс». Впервые в моей карьере у меня был шанс выиграть чемпионат. Но у меня и в мыслях не было, что я встану со скамейки запасных. Просто так получилось. У них не было никого, кто бы мог держать меня, и я справился с этим, потому что я никогда не был в команде чемпионов. И я никогда не был одним из тех, кто мог вызвать распад или что-то в этом роде».

### Филадельфия Севенти Сиксерс
31 января 1986 года Макаду подписал контракт с «Филадельфией» как свободный агент. Он закончил свою карьеру в НБА, отыграв 29 игр за «Филадельфию» в сезоне 1985/1986, набирая в среднем 10,1 очков. Он выходил на поле с такими великими игроками, как Джулиус Ирвинг, Мозес Мэлоун и Чарльз Баркли. Макаду в среднем набрал 10,8 очков в двух сериях плей-офф, играя за «Филадельфию».

### Итальянская лига (1987-1992)
Затем Макаду играл в итальянской команде ««Олимпия» (Милан)»,он был одним из лучших американских игроков, когда-либо игравших в Кубке европейских чемпионов(теперь известный как Евролига). В 1988 году он был признан самым ценным игроком Финала четырёх Евролиги.
Благодаря Макаду «Олимпия» завоевала титул чемпиона серии А и Кубка европейских чемпионов (дважды), в среднем набирая 26,1 очков и совершая 10,2 подбора за игру. Позже он играл за итальянские клубы Филанто Форли (1990–1992) и «Тимсистем Фабриано» (1992), а затем завершил карьеру в 1992 году в возрасте 41 года.
Макаду набирал в среднем 27,0 очков за матч в итальянской лиге, сыграв в 201 играх.

## Тренерская карьера
Макаду проработал в «Майами Хит» 24 года, начиная с 1995 года. Он был помощником тренера в течение 19 сезонов, работая под руководством Пэта Райли (1995-2003, 2005-2008), Стэн Ван Ганди (2003-2005) и Эрика Споелстра (2008-2013), выиграв три чемпионата НБА. С тех пор он работал последние пять сезонов в качестве скаута «Майами».
Макаду пришел в «Майми Хит», когда Пэт Райли, который был его тренером в течение двух чемпионских сезонов в «Лейкерс» в 1980-х годах, покинул «Нью-Йорк Никс», чтобы стать главным тренером «Хит» в 1995 году. Райли сразу же обратился к Макаду с предложением присоединиться к тренерскому штабу.

## Личная жизнь

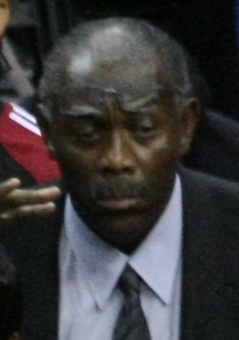
Макаду в ноябре 2009 года.

Жена Макаду, Чарлина, умерла от рака в 1991 году.
Макаду и его жена Патриция, с которой он познакомился во время профессиональной игры в Италии, живут в Бока-Ратон, штат Флорида. Его Сыновья Роберт III, Рассел и его дочь Рита живут в Нью-Джерси, а их другой сын, Росс, живёт на Аляске.
Их дочь Рашида окончила Технологический Институт Джорджии, где она играла в теннисной команде и прошла отбор на чемпионат NCAA по теннису среди женщин в одиночном разряде 2017 года. Она играет в профессиональный теннис.
Их сын Райан является баскетболистом в Университете Северной Каролины.
В 2010 году Макаду принял участие в программе «Баскетбол без границ» в Сингапуре, которая использует спорт для создания положительных социальных изменений в сферах образования, здравоохранения и хорошего самочувствия. Он также участвовал в программе в Пекине в 2009 году и в туре «Легенды НБА» в Южной Африке 1993 году, миссия доброй воли для продвижения НБА. Макаду был также техническим консультантом по баскетболу в художественном фильме 1993 года «Непобедимый Дикарь» с Кевином Бейконом.
В 2012 году Макаду проходил лечение от тромба в ноге.
Двоюродный брат Макаду, Ронни Макаду, является отцом Джеймса Майкла Макаду, который также играл за «Тар Хилз» (Университет Северной Каролины в Чапел-Хилле) и стал игроком НБА.

## Награды
- В 1993 году Макаду был введен в Зал спортивной славы Северной Каролины[52].
- В 1995 году Макаду был введен в Зал спортивной славы Баффало Брейвз[53]. Макаду все еще удерживает рекорд в Лос-Анджелес Клипперс по количеству сыгранных минут за игру (40.1), количеству бросков попавших в корзину (11.1) и по количеству всех выполненных бросков (22.1).
- В 2000 году Макаду был введён в Зал славы баскетбола имени Нейсмита.
- В 2006 году Макаду был введен в Национальный университетский Зал славы баскетбола.
- В 2008 году был включён в список 50 человек, внёсших наибольший вклад в развитие Евролиги[54].
- В 2013 году Макаду был введён в Зал славы «Олимпии» (Милан) в 2013 году[55].
- В 2016 году гимназия в средней школе им. Бен Л. Смита (школьный округ Гилфорда) была названа в честь Макаду[56].
- В 2019 году Макаду был удостоен чести украсить баннер своим изображением, наряду с семью другими выпускниками университета Северной Каролины, которые были избраны в Зал славы баскетбола Нейсмита.
- Макаду является членом Зала спортивной славы округа Гилфорд.

## Статистика

### Статистика в НБА
| Сезон                                                                                    | Команда     | Регулярный сезон | Регулярный сезон | Регулярный сезон | Регулярный сезон | Регулярный сезон | Регулярный сезон | Регулярный сезон | Регулярный сезон | Регулярный сезон | Регулярный сезон | Регулярный сезон | Серия плей-офф | Серия плей-офф | Серия плей-офф | Серия плей-офф | Серия плей-офф | Серия плей-офф | Серия плей-офф | Серия плей-офф | Серия плей-офф | Серия плей-офф | Серия плей-офф |
| Сезон                                                                                    | Команда     | GP               | GS               | MPG              | FG%              | 3P%              | FT%              | RPG              | APG              | SPG              | BPG              | PPG              | GP             | GS             | MPG            | FG%            | 3P%            | FT%            | RPG            | APG            | SPG            | BPG            | PPG            |
| ---------------------------------------------------------------------------------------- | ----------- | ---------------- | ---------------- | ---------------- | ---------------- | ---------------- | ---------------- | ---------------- | ---------------- | ---------------- | ---------------- | ---------------- | -------------- | -------------- | -------------- | -------------- | -------------- | -------------- | -------------- | -------------- | -------------- | -------------- | -------------- |
| 1972/73                                                                                  | Баффало     | 80               |                  | 32,0             | 45,2             |                  | 77,4             | 9,1              | 1,7              |                  |                  | 18,0             | Не участвовал  | Не участвовал  | Не участвовал  | Не участвовал  | Не участвовал  | Не участвовал  | Не участвовал  | Не участвовал  | Не участвовал  | Не участвовал  | Не участвовал  |
| 1973/74                                                                                  | Баффало     | 74               |                  | 43,0             | 54,7             |                  | 79,3             | 15,1             | 2,3              | 1,2              | 3,3              | 30,6             | 6              |                | 45,2           | 47,8           |                | 80,9           | 13,7           | 1,5            | 1,0            | 2,2            | 31,7           |
| 1974/75                                                                                  | Баффало     | 82               |                  | 43,2             | 51,2             |                  | 80,5             | 14,1             | 2,2              | 1,1              | 2,1              | 34,5             | 7              |                | 46,7           | 48,1           |                | 74,0           | 13,4           | 1,4            | 0,9            | 2,7            | 37,4           |
| 1975/76                                                                                  | Баффало     | 78               |                  | 42,7             | 48,7             |                  | 76,2             | 12,4             | 4,0              | 1,2              | 2,1              | 31,1             | 9              |                | 45,1           | 45,1           |                | 70,7           | 14,2           | 3,2            | 0,8            | 2,0            | 28,0           |
| 1976/77                                                                                  | Баффало     | 20               |                  | 38,4             | 45,5             |                  | 69,6             | 13,2             | 3,3              | 0,8              | 1,7              | 23,7             | Не участвовал  | Не участвовал  | Не участвовал  | Не участвовал  | Не участвовал  | Не участвовал  | Не участвовал  | Не участвовал  | Не участвовал  | Не участвовал  | Не участвовал  |
| 1976/77                                                                                  | Нью-Йорк    | 52               |                  | 39,1             | 53,4             |                  | 75,7             | 12,7             | 2,7              | 1,2              | 1,3              | 26,7             | Не участвовал  | Не участвовал  | Не участвовал  | Не участвовал  | Не участвовал  | Не участвовал  | Не участвовал  | Не участвовал  | Не участвовал  | Не участвовал  | Не участвовал  |
| 1977/78                                                                                  | Нью-Йорк    | 79               |                  | 40,3             | 52,0             |                  | 72,7             | 12,8             | 3,8              | 1,3              | 1,6              | 26,5             | 6              |                | 39,7           | 48,4           |                | 60,0           | 9,7            | 3,8            | 1,2            | 2,0            | 23,8           |
| 1978/79                                                                                  | Нью-Йорк    | 40               |                  | 39,9             | 54,1             |                  | 65,1             | 9,5              | 3,2              | 1,6              | 1,2              | 26,9             | Не участвовал  | Не участвовал  | Не участвовал  | Не участвовал  | Не участвовал  | Не участвовал  | Не участвовал  | Не участвовал  | Не участвовал  | Не участвовал  | Не участвовал  |
| 1978/79                                                                                  | Бостон      | 20               |                  | 31,9             | 50,0             |                  | 67,0             | 7,1              | 2,0              | 0,6              | 1,0              | 20,6             | Не участвовал  | Не участвовал  | Не участвовал  | Не участвовал  | Не участвовал  | Не участвовал  | Не участвовал  | Не участвовал  | Не участвовал  | Не участвовал  | Не участвовал  |
| 1979/80                                                                                  | Детройт     | 58               |                  | 36,2             | 48,0             | 12,5             | 73,0             | 8,1              | 3,4              | 1,3              | 1,1              | 21,1             | Не участвовал  | Не участвовал  | Не участвовал  | Не участвовал  | Не участвовал  | Не участвовал  | Не участвовал  | Не участвовал  | Не участвовал  | Не участвовал  | Не участвовал  |
| 1980/81                                                                                  | Детройт     | 6                |                  | 28,0             | 36,6             | -                | 60,0             | 6,8              | 3,3              | 1,3              | 1,2              | 12,0             | Не участвовал  | Не участвовал  | Не участвовал  | Не участвовал  | Не участвовал  | Не участвовал  | Не участвовал  | Не участвовал  | Не участвовал  | Не участвовал  | Не участвовал  |
| 1980/81                                                                                  | Нью-Джерси  | 10               |                  | 15,3             | 50,7             | 0,0              | 81,0             | 2,6              | 1,0              | 0,9              | 0,6              | 9,3              | Не участвовал  | Не участвовал  | Не участвовал  | Не участвовал  | Не участвовал  | Не участвовал  | Не участвовал  | Не участвовал  | Не участвовал  | Не участвовал  | Не участвовал  |
| 1981/82                                                                                  | Лейкерс     | 41               | 0                | 18,2             | 45,8             | 0,0              | 71,4             | 3,9              | 0,8              | 0,5              | 0,9              | 9,6              | 14             | 0              | 27,7           | 56,4           | -              | 68,1           | 6,8            | 1,6            | 0,7            | 1,5            | 16,7           |
| 1982/83                                                                                  | Лейкерс     | 47               | 1                | 21,7             | 52,0             | 0,0              | 73,0             | 5,3              | 0,8              | 0,9              | 0,9              | 15,0             | 8              | 0              | 20,8           | 44,0           | 33,3           | 78,6           | 5,8            | 0,6            | 1,4            | 1,3            | 10,9           |
| 1983/84                                                                                  | Лейкерс     | 70               | 0                | 20,8             | 47,1             | 0,0              | 80,3             | 4,1              | 1,1              | 0,6              | 0,7              | 13,1             | 20             | 0              | 22,4           | 51,6           | 0,0            | 70,4           | 5,4            | 0,6            | 0,6            | 1,4            | 14,0           |
| 1984/85                                                                                  | Лейкерс     | 66               | 0                | 19,0             | 52,0             | 0,0              | 75,3             | 4,5              | 1,0              | 0,3              | 0,8              | 10,5             | 19             | 0              | 20,9           | 47,2           | 0,0            | 74,5           | 4,5            | 0,8            | 0,5            | 1,4            | 11,4           |
| 1985/86                                                                                  | Филадельфия | 29               | 0                | 21,0             | 46,2             | -                | 76,5             | 3,6              | 1,2              | 0,3              | 0,6              | 10,1             | 5              | 0              | 14,6           | 55,6           | -              | 87,5           | 2,8            | 0,4            | 0,8            | 1,0            | 10,8           |
|                                                                                          | Всего       | 852              | 1                | 33,2             | 50,3             | 8,1              | 75,4             | 9,4              | 2,3              | 1,0              | 1,5              | 22,1             | 94             | 0              | 28,9           | 49,1           | 25,0           | 72,4           | 7,6            | 1,4            | 0,8            | 1,6            | 18,3           |
| Наведите курсор мыши на аббревиатуры в заголовке таблицы, чтобы прочесть их расшифровку. |             |                  |                  |                  |                  |                  |                  |                  |                  |                  |                  |                  |                |                |                |                |                |                |                |                |                |                |                |

### Статистика в NCAA
| Сезон | Команда           | Conf  | Class | GP | GS | MPG | FG%  | 3P% | FT%  | RPG  | APG | SPG | BPG | PPG  |
| --- | ----------------- | ----- | ----- | -- | -- | --- | ---- | --- | ---- | ---- | --- | --- | --- | ---- |
| 1971/72 | Северная Каролина | ACC   | JR    | 31 |    |     | 51,6 |     | 70,7 | 10,1 | 2,3 |     |     | 19,5 |
| Всего | Всего             | Всего | Всего | 31 |    |     | 51,6 |     | 70,7 | 10,1 | 2,3 |     |     | 19,5 |
| Наведите курсор мыши на аббревиатуры в заголовке таблицы, чтобы прочесть их расшифровку Статистика приведена с сайта sports-reference.com |                   |       |       |    |    |     |      |     |      |      |     |     |     |      |